# Kalonkadougou
Kalonkadougou és una regió del Senegal situada al sud del Ferlo i del Matam, al nord del Niani i al nord-oest de l'Ouli.
Es va sotmetre a França el 1887 durant la campanya contra Mahmadou Lamine.